# Vissen in de tiende editie van Systema naturae
De tiende editie van Systema naturae van Carl Linnaeus geldt, samen met Svenska spindlar van Carl Alexander Clerck, als het beginpunt van de zoölogische nomenclatuur, en is om die reden van groot belang voor de biosystematiek. De geslachten die Linnaeus creëerde omvatten doorgaans veel soorten, en vaak werden binnen een geslacht soorten samengebracht die sindsdien niet meer als nauwe verwanten worden beschouwd. Samen met de grote aantallen soorten die naderhand door andere auteurs zijn benoemd en het vervolgens opnieuw arrangeren van geslachten, heeft dit ertoe geleid dat veel soorten niet langer in het geslacht worden geplaatst waarin Linnaeus ze in eerste instantie plaatste. Dit overzicht heeft als belangrijkste functie het vindbaar maken van de huidige geaccepteerde naam van soorten die in de tiende druk van Systema naturae zijn benoemd. Namen die door Linnaeus werden gepubliceerd en nog altijd in deze vorm gebruikt worden, zijn vet weergegeven.
Linnaeus plaatste de prikken, roggen, haaien, draakvissen, zeeduivels en steuren, die inmiddels zonder twijfel tot de vissen gerekend worden, in de Amphibia, onder de noemer "Nantes" (vrij vertaald: zwemmers).

## Apodes
p. 244
- Muraena
- Muraena helena – Moeraal
- Muraena ophis – Ophichthus ophis
- Muraena serpens – Ophisurus serpens

p. 245
- Muraena anguilla – Anguilla anguilla – Paling
- Muraena myrus – Echelus myrus
- Muraena conger – Conger conger – Kongeraal
- Muraena caeca – Apterichtus caecus

p. 246
- Gymnotus
- Gymnotus carapo – Gestreepte mesaal
- Gymnotus asiaticus – Channa asiatica

- Trichiurus
- Trichiurus lepturus – Haarstaartdegenvis

p. 247
- Anarhichas
- Anarhichas lupus – Zeewolf
- Ammodytes
- Ammodytes tobianus – Zandspiering

p. 248
- Stromateus
- Stromateus fiatola
- Stromateus paru – Peprilus paru

- Xiphias
- Xiphias gladius – Zwaardvis

## Jugulares
p. 249
- Callionymus
- Callionymus lyra – Pitvis
- Callionymus dracunculus = Callionymus lyra – Pitvis[1]

p. 250
- Callionymus indicus – Platycephalus indicus – Indische platkopvis

- Uranoscopus
- Uranoscopus scaber

- Trachinus
- Trachinus draco – Grote pieterman

p. 251
- Gadus
- Gadus aeglefinus – Melanogrammus aeglefinus – Schelvis

p. 252
- Gadus callarias = Gadus morhua – Kabeljauw[1]
- Gadus morhua – Kabeljauw
- Gadus luscus – Trisopterus luscus – Steenbolk
- Gadus barbatus = Trisopterus luscus – Steenbolk[1]

p. 253
- Gadus minutus – Trisopterus minutus – Dwergbolk
- Gadus virens – Pollachius virens – Koolvis
- Gadus merlangus – Merlangius merlangus – Wijting

p. 254
- Gadus carbonarius = Pollachius virens – Koolvis[1]
- Gadus pollachius – Pollachius pollachius – Pollak
- Gadus merluccius – Merluccius merluccius – Heek
- Gadus molva – Molva molva – Leng

p. 255
- Gadus lota – Lota lota – Kwabaal
- Gadus mustela – Ciliata mustela – Vijfdradige meun
- Gadus mediterraneus – Gaidropsarus mediterraneus

p. 256
- Blennius – Slijmvis
- Blennius galerita – Coryphoblennius galerita
- Blennius cristatus – Scartella cristata
- Blennius cornutus – Parablennius cornutus
- Blennius ocellaris – Zeevlinder
- Blennius gattorugine – Parablennius gattorugine – Gehoornde slijmvis

p. 257
- Blennius superciliosus – Clinus superciliosus
- Blennius pholis – Lipophrys pholis – Gewone slijmvis
- Blennius gunnellus – Pholis gunnellus – Botervis
- Blennius mustelarius – nomen dubium

p. 258
- Blennius viviparus – Zoarces viviparus – Puitaal
- Blennius lumpenus – nomen dubium
- Blennius raninus – Raniceps raninus – Vorskwab

p. 259
- Ophidion
- Ophidion barbatum
- Ophidion imberbe = Pholis gunnellus – Botervis[1]
- Ophidion macrophthalmum – Cepola macrophthalma – Rode lintvis

## Thoracici
p. 260
- Cyclopterus
- Cyclopterus lumpus – Snotolf
- Cyclopterus nudus – Arcos nudus

- Echeneis
- Echeneis remora – Remora remora – Remora

p. 261
- Echeneis neucrates – Echeneis naucrates

- Coryphaena
- Coryphaena hippurus – Goudmakreel
- Coryphaena equiselis
- Coryphaena pentadactyla – Iniistius pentadactylus

p. 262
- Coryphaena novacula – Xyrichtys novacula
- Coryphaena pompilus = Centrolophus niger – Zwarte vis[1]
- Gobius
- Gobius niger – Zwarte grondel

p. 263
- Gobius paganellus – Paganelgrondel
- Gobius eleotris – nomen dubium[2]
- Gobius aphya – nomen dubium
- Gobius jozo = Gobius niger – Zwarte grondel[1]

p. 264
- Gobius pectinirostris – Boleophthalmus pectinirostris
- Gobius anguillaris – Taenioides anguillaris

- Cottus
- Cottus cataphractus – Agonus cataphractus – Harnasmannetje
- Cottus quadricornis – Myoxocephalus quadricornis
- Cottus grunniens – Allenbatrachus grunniens

p. 265
- Cottus scaber – Grammoplites scaber
- Cottus scorpius – Myoxocephalus scorpius – Gewone zeedonderpad
- Cottus gobio

p. 266
- Scorpaena
- Scorpaena porcus – Bruine schorpioenvis
- Scorpaena scrofa – Rode schorpioenvis

- Zeus
- Zeus vomer – Selene vomer – Neerkijker

p. 267
- Zeus gallus = Selene vomer – Neerkijker[1] en Alectis ciliaris (Bloch, 1787) – Afrikaanse pompano[1]
- Zeus faber – Zonnevis
- Zeus aper – Capros aper – Evervis

p. 268
- Pleuronectes
- Pleuronectes achirus – Achirus achirus
- Pleuronectes trichodactylus – Monochirus trichodactylus
- Pleuronectes lineatus – Achirus lineatus

p. 269
- Pleuronectes ocellatus – Microchirus ocellatus
- Pleuronectes lunatus – Bothus lunatus – Pauwbot
- Pleuronectes hippoglossus – Hippoglossus hippoglossus – Heilbot
- Pleuronectes cynoglossus – Glyptocephalus cynoglossus – Hondstong
- Pleuronectes platessa – Schol

p. 270
- Pleuronectes flesus – Platichthys flesus – Bot
- Pleuronectes limanda – Limanda limanda – Schar
- Pleuronectes solea – Solea solea – Tong
- Pleuronectes linguatula – Citharus linguatula

p. 271
- Pleuronectes rhombus – Scophthalmus rhombus – Griet
- Pleuronectes maximus – Scophthalmus maximus – Tarbot
- Pleuronectes passer = Platichthys flesus – Bot[1]
- Pleuronectes papillosus – Syacium papillosum

p. 272
- Chaetodon
- Chaetodon canescens = Zanclus cornutus – Maskerwimpelvis[1]
- Chaetodon argenteus – Monodactylus argenteus – Zilverbladvis
- Chaetodon acuminatus – Heniochus acuminatus – Gewone wimpelvis
- Chaetodon pinnatus – Platax pinnatus – Rode vleermuisvis

p. 273
- Chaetodon cornutus – Zanclus cornutus – Maskerwimpelvis
- Chaetodon punctatus – Drepane punctata – Gevlekte sikkelvis
- Chaetodon arcuatus – Pomacanthus arcuatus – Zwarte Keizersvis
- Chaetodon rostratus – Chelmon rostratus – Pincetvis

p. 274
- Chaetodon nigricans – Acanthurus nigricans
- Chaetodon triostegus – Acanthurus triostegus
- Chaetodon lineatus – Acanthurus lineatus
- Chaetodon macrolepidotus = Heniochus acuminatus – Gewone wimpelvis[1]

p. 275
- Chaetodon striatus
- Chaetodon aruanus – Dascyllus aruanus – Markiezinnetje
- Chaetodon capistratus – Vierogige koraalvlinder

p. 276
- Chaetodon vagabundus
- Chaetodon ciliaris – Holacanthus ciliaris
- Chaetodon saxatilis – Abudefduf saxatilis – Sergeant-majoorvis

p. 277
- Chaetodon rotundus = Abudefduf septemfasciatus (Cuvier, 1830)
- Chaetodon lanceolatus – Equetus lanceolatus – Gebande riddervis

- Sparus

p. 278
- Sparus aurata – Goudbrasem
- Sparus annularis – Diplodus annularis
- Sparus sargus – Diplodus sargus
- Sparus melanurus – Oblada melanura – Zadelzeebrasem
- Sparus smaris – Spicara smaris
- Sparus maena – Spicara maena
- Sparus saxatilis – Crenicichla saxatilis

p. 279
- Sparus orphus – nomen dubium
- Sparus hurta – nomen dubium
- Sparus erythrinus – Pagellus erythrinus – Gewone zeebrasem
- Sparus pagrus – Pagrus pagrus

p. 280
- Sparus boops – Boops boops – Bokvis
- Sparus cantharus – Spondyliosoma cantharus – Zeekarper
- Sparus chromis – Chromis chromis – Zwaluwstaartvis
- Sparus salpa – Sarpa salpa – Gestreepte bokvis
- Sparus synagris – Lutjanus synagris

p. 281
- Sparus dentex – Dentex dentex – Tandbrasem
- Sparus spinus – Siganus spinus
- Sparus virginicus – Anisotremus virginicus – Boneknaap
- Sparus mormyrus – Lithognathus mormyrus – Zandsteenbaars
- Sparus capistratus – nomen dubium

p. 282
- Sparus galilaeus – Sarotherodon galilaeus

- Labrus
- Labrus scarus – nomen dubium
- Labrus cretensis – Sparisoma cretense
- Labrus anthias – Anthias anthias – Vlaggenbaarsje
- Labrus hepatus – Serranus hepatus

p. 283
- Labrus griseus – Lutjanus griseus – Grijze zeebaars
- Labrus lunaris – Thalassoma lunare
- Labrus opercularis – Macropodus opercularis – Paradijsvis
- Labrus pavo – Thalassoma pavo – Pauwlipvis
- Labrus auritus – Lepomis auritus – Roodborstzonnebaars

p. 284
- Labrus falcatus – Trachinotus falcatus
- Labrus rufus – Bodianus rufus
- Labrus marginalis – nomen dubium
- Labrus ferrugineus – nomen dubium
- Labrus julis – Coris julis – Regenbooglipvis
- Labrus paroticus = Coris julis – Regenbooglipvis[1]

p. 285
- Labrus suillus = Ctenolabrus rupestris – Kliplipvis[1]
- Labrus striatus – Centropristis striata – Zwarte zeebaars
- Labrus guaza = Mycteroperca cidi Cervigón, 1966,[1] Mycteroperca interstitialis (Poey, 1860)[1] en Mycteroperca phenax Jordan & Swain, 1884[1]
- Labrus ocellaris = Symphodus ocellatus (Forsskål, 1775)[1]
- Labrus tinca – Symphodus tinca
- Labrus bimaculatus – Cichlasoma bimaculatum
- Labrus punctatus = Polycentrus schomburgkii Müller & Troschel, 1849[1]

p. 286
- Labrus melops – Symphodus melops – Zwartooglipvis
- Labrus niloticus – Lates niloticus – Nijlbaars
- Labrus ossifagus = Labrus mixtus – Koekoekslipvis[1]
- Labrus rupestris – Ctenolabrus rupestris – Kliplipvis
- Labrus onitis – Tautoga onitis
- Labrus viridis – Groene lipvis

p. 287
- Labrus luscus = Labrus viridis – Groene lipvis[1]
- Labrus livens = Labrus merula – Bruine lipvis[1]
- Labrus turdus = Labrus viridis – Groene lipvis[1]
- Labrus exoletus – Centrolabrus exoletus
- Labrus chinensis = Centrolabrus exoletus[1]
- Labrus linearis – nomen dubium
- Labrus mixtus – Koekoekslipvis
- Labrus fulvus – Cephalopholis fulva

p. 288
- Labrus radiatus – Halichoeres radiatus
- Labrus varius = Labrus mixtus – Koekoekslipvis[1]
- Labrus merula – Bruine lipvis
- Labrus cynaedus – nomen dubium

- Sciaena
- Sciaena cappa – nomen dubium
- Sciaena lepisma – nomen dubium

p. 289
- Sciaena unimaculata – nomen dubium
- Sciaena umbra – Zeeraaf
- Sciaena cirrosa – Umbrina cirrosa – Kustbaardman

- Perca
- Perca fluviatilis – Baars
- Perca lucioperca – Sander lucioperca – Snoekbaars

p. 290
- Perca asper – Zingel asper
- Perca labrax – Dicentrarchus labrax – Europese zeebaars
- Perca nilotica – Oreochromis niloticus
- Perca marina – Serranus scriba – Schriftbaars[1]

p. 291
- Perca nobilis – Conodon nobilis – Gestreepte knorvis
- Perca polymna – Amphiprion polymnus
- Perca cottoides – Cottapistus cottoides
- Perca philadelphica – Centropristis philadelphica
- Perca mediterranea – Symphodus mediterraneus – Witlippige lipvis
- Perca vittata – Plectorhinchus vittatus
- Perca punctata = Cephalopholis fulva[1]

p. 292
- Perca guttata – Epinephelus guttatus – Rode katvis
- Perca scriba – Serranus scriba – Schriftbaars
- Perca venenosa – Mycteroperca venenosa
- Perca melanura – Haemulon melanurum
- Perca gibbosa – Lepomis gibbosus – Zonnebaars

p. 293
- Perca saltatrix – Kyphosus saltatrix
- Perca stigma – nomen dubium
- Perca diagramma – Plectorhinchus diagrammus
- Perca striata – Haemulon striatum
- Perca lineata – Plectorhinchus lineatus
- Perca rhomboidalis – Archosargus rhomboidalis

p. 294
- Perca cernua – Gymnocephalus cernua – Pos
- Perca schraetser – Gymnocephalus schraetser
- Perca argentea = Terapon theraps Cuvier, 1829[1]
- Perca cabrilla – Serranus cabrilla – Zaagbaars
- Perca radula – nomen dubium

p. 295
- Gasterosteus
- Gasterosteus aculeatus – Driedoornige stekelbaars
- Gasterosteus ductor – Naucrates ductor – Loodsmannetje
- Gasterosteus occidentalis – nomen dubium

p. 296
- Gasterosteus ovatus – Trachinotus ovatus – Gaffelmakreel
- Gasterosteus pungitius – Pungitius pungitius – Tiendoornige stekelbaars
- Gasterosteus volitans – Pterois volitans – Gewone koraalduivel
- Gasterosteus spinachia – Spinachia spinachia – Zeestekelbaars

p. 297
- Gasterosteus spinarella = Dactylopterus volitans – Vliegende poon[1]

- Scomber
- Scomber scombrus – Makreel
- Scomber pelamis – Katsuwonus pelamis – Echte bonito
- Scomber thynnus – Thunnus thynnus – Blauwvintonijn

p. 298
- Scomber cordyla – Megalaspis cordyla – Torpedostekelmakreel
- Scomber glaucus = Trachinotus ovatus – Gaffelmakreel[1]
- Scomber trachurus – Trachurus trachurus – Horsmakreel

p. 299
- Scomber amia – Lichia amia – Leervis
- Scomber pelagicus = Coryphaena hippurus – Goudmakreel[1]

- Mullus
- Mullus barbatus – Gewone zeebarbeel

p. 300
- Mullus surmuletus – Mul
- Mullus imberbis – Apogon imberbis – Rode kardinaalbaars

- Trigla
- Trigla cataphracta – Peristedion cataphractum – Gepantserde poon
- Trigla lyra

p. 301
- Trigla gurnardus – Eutrigla gurnardus – Grauwe poon
- Trigla cuculus – Aspitrigla cuculus – Engelse poon
- Trigla lucerna – Chelidonichthys lucerna – Rode poon
- Trigla hirundo = Chelidonichthys lucerna – Rode poon[1]
- Trigla asiatica – nomen dubium

p. 302
- Trigla volitans – Dactylopterus volitans – Vliegende poon

## Abdominales
p. 303
- Cobitis
- Cobitis anableps – Anableps anableps – Vieroogvis
- Cobitis barbatula – Barbatula barbatula – Bermpje
- Cobitis taenia – Kleine modderkruiper
- Cobitis fossilis – Misgurnus fossilis – Grote modderkruiper

p. 304
- Silurus
- Silurus asotus
- Silurus glanis – Europese meerval
- Silurus aspredo – Aspredo aspredo

p. 305
- Silurus mystus – Schilbe mystus
- Silurus anguillaris – Clarias anguillaris
- Silurus batrachus – Clarias batrachus – Wandelende meerval
- Silurus undecimalis – nomen dubium
- Silurus militaris – Osteogeneiosus militaris
- Silurus catus – Ameiurus catus

p. 306
- Silurus clarias – Synodontis clarias
- Silurus ascita – nomen dubium
- Silurus costatus – Platydoras costatus

p. 307
- Silurus callichthys – Callichthys callichthys
- Silurus cataphractus – Acanthodoras cataphractus

- Loricaria
- Loricaria cataphracta

p. 308
- Salmo
- Salmo salar – Atlantische zalm
- Salmo eriox = Salmo trutta – Forel[1]
- Salmo trutta – Forel

p. 309
- Salmo fario = Salmo trutta – Forel[1]
- Salmo hucho – Hucho hucho – Donauzalm
- Salmo lacustris = Salmo trutta – Forel[1]
- Salmo carpio
- Salmo alpinus – Salvelinus alpinus – Trekzalm
- Salmo salvelinus = Salvelinus umbla[1]

p. 310
- Salmo salmarinus = Salvelinus umbla[1]
- Salmo umbla – Salvelinus umbla
- Salmo eperlanus – Osmerus eperlanus – Spiering
- Salmo saurus – Synodus saurus
- Salmo lavaretus – Coregonus lavaretus – Grote marene
- Salmo albula – Coregonus albula – Kleine marene

p. 311
- Salmo thymallus – Thymallus thymallus – Vlagzalm
- Salmo oxyrinchus – Coregonus oxyrinchus – Noordzeehouting
- Salmo vimba = Coregonus albula – Kleine marene[1]
- Salmo gibbosus – Charax gibbosus
- Salmo bimaculatus – Astyanax bimaculatus

p. 312
- Salmo immaculatus = Curimata cyprinoides (Linnaeus, 1766)[1]
- Salmo niloticus – nomen dubium
- Salmo pulverulentus = Acestrorhynchus falcatus (Bloch, 1794)[1]
- Salmo anostomus – Anostomus anostomus – Gestreepte kopstaander

- Fistularia
- Fistularia tabacaria – Blauwvlekfluitvis

p. 313
- Esox
- Esox sphyraena – Sphyraena sphyraena – Zeesnoek
- Esox osseus – Lepisosteus osseus – Kaaimansnoek
- Esox vulpes – Albula vulpes – Gratenvis
- Esox synodus – Synodus synodus

p. 314
- Esox lucius – Snoek
- Esox hepsetus – Anchoa hepsetus
- Esox bellone = Belone belone (Linnaeus, 1760) – Geep[1]
- Esox brasiliensis – Hemiramphus brasiliensis

p. 315
- Esox gymnocephalus – nomen dubium

- Argentina
- Argentina sphyraena – Zilversmelt
- Atherina
- Atherina hepsetus

p. 316
- Mugil
- Mugil cephalus
- Exocoetus
- Exocoetus volitans – Tweevleugelige vliegende vis

p. 317
- Polynemus
- Polynemus quinquarius – Pentanemus quinquarius – Koningskapiteinvis
- Polynemus virginicus – Polydactylus virginicus – Sardijntje
- Polynemus paradiseus

- Clupea
- Clupea harengus – Haring

p. 318
- Clupea sprattus – Sprattus sprattus – Sprot
- Clupea alosa – Alosa alosa – Elft
- Clupea encrasicolus – Engraulis encrasicolus – Ansjovis
- Clupea thrissa – Clupanodon thrissa

p. 319
- Clupea sima – nomen dubium
- Clupea sternicla – Gasteropelecus sternicla
- Clupea mystus – Coilia mystus
- Clupea tropica – nomen dubium
- Clupea sinensis = Tenualosa reevesii (Richardson, 1846)[1]

p. 320
- Cyprinus
- Cyprinus barbus – Barbus barbus – Barbeel
- Cyprinus carpio – Karper
- Cyprinus gobio – Gobio gobio – Riviergrondel

p. 321
- Cyprinus americanus – Menticirrhus americanus – Koningsombervis
- Cyprinus carassius – Carassius carassius – Kroeskarper
- Cyprinus tinca – Tinca tinca – Zeelt

p. 322
- Cyprinus cephalus – Squalius cephalus – Kopvoorn
- Cyprinus auratus – Carassius gibelio auratus – Goudvis
- Cyprinus niloticus – Labeo niloticus
- Cyprinus phoxinus – Phoxinus phoxinus – Elrits

p. 323
- Cyprinus aphya = Phoxinus phoxinus – Elrits[1]
- Cyprinus leuciscus – Leuciscus leuciscus – Serpeling
- Cyprinus dobula = Leuciscus leuciscus – Serpeling[1]
- Cyprinus grislagine = Leuciscus leuciscus – Serpeling[1]

p. 324
- Cyprinus idbarus = Leuciscus idus – Winde[1]
- Cyprinus rutilus – Rutilus rutilus – Blankvoorn
- Cyprinus idus – Leuciscus idus – Winde
- Cyprinus orfus = Leuciscus idus – Winde[1]
- Cyprinus erythrophthalmus – Scardinius erythrophthalmus – Ruisvoorn

p. 325
- Cyprinus jeses = Leuciscus idus – Winde[1]
- Cyprinus nasus – Chondrostoma nasus – Sneep
- Cyprinus aspius – Aspius aspius – Roofblei
- Cyprinus alburnus – Alburnus alburnus – Alver
- Cyprinus vimba – Vimba vimba – Blauwneus
- Cyprinus dentex – Alestes dentex

p. 326
- Cyprinus brama – Abramis brama – Brasem
- Cyprinus cultratus – Pelecus cultratus – Ziege
- Cyprinus bjoerkna – Blicca bjoerkna – Kolblei
- Cyprinus farenus = Ballerus ballerus – Brasemblei[1]
- Cyprinus ballerus – Ballerus ballerus – Brasemblei

## Branchiostegi
p. 327
- Mormyrus
- Mormyrus cyprinoides – Marcusenius cyprinoides
- Mormyrus anguilloides – Mormyrops anguilloides
- Mormyrus caschive[3]

- Balistes
- Balistes monoceros – Aluterus monoceros

p. 328
- Balistes tomentosus – Acreichthys tomentosus
- Balistes papillosus – nomen dubium
- Balistes verrucosus – Rhinecanthus verrucosus
- Balistes aculeatus – Rhinecanthus aculeatus

p. 329
- Balistes vetula – Koningstrekkervis
- Balistes ringens – Xanthichthys ringens
- Balistes scolopax – Macroramphosus scolopax – Snipvis

p. 330
- Ostracion
- Ostracion triqueter – Rhinesomus triqueter
- Ostracion trigonus – Lactophrys trigonus
- Ostracion bicaudalis – Lactophrys bicaudalis

p. 331
- Ostracion tricornis = Acanthostracion quadricornis[1]
- Ostracion quadricornis – Acanthostracion quadricornis
- Ostracion cornutus – Lactoria cornuta – Langhoornkoffervis
- Ostracion tuberculatus = Ostracion cubicus[1]

p. 332
- Ostracion gibbosus – Tetrosomus gibbosus
- Ostracion cubicus

- Tetraodon
- Tetraodon testudineus – Sphoeroides testudineus
- Tetraodon lagocephalus – Lagocephalus lagocephalus

p. 333
- Tetraodon lineatus
- Tetraodon ocellatus – Takifugu ocellatus
- Tetraodon hispidus – Arothron hispidus – Witgevlekte kogelvis

p. 334
- Tetraodon mola – Mola mola – Maanvis

- Diodon
- Diodon atringa = Chilomycterus reticulatus[1]
- Diodon reticulatus – Chilomycterus reticulatus

p. 335
- Diodon echinatus – nomen dubium
- Diodon spinosus – Chilomycterus spinosus
- Diodon hystrix – Gestippelde egelvis
- Diodon holocanthus – Ballonegelvis

p. 336
- Diodon raninus – nomen dubium

- Centriscus
- Centriscus scutatus

- Syngnathus
- Syngnathus typhle – Trompetterzeenaald

p. 337
- Syngnathus acus – Grote zeenaald
- Syngnathus pelagicus
- Syngnathus aequoreus – Entelurus aequoreus – Adderzeenaald
- Syngnathus ophidion – Nerophis ophidion
- Sygnathus barbarus – nomen dubium

p. 338
- Syngnathus hippocampus – Hippocampus hippocampus – Kortsnuitzeepaardje

- Pegasus
- Pegasus volitans